# Mundochthonius magnus
Mundochthonius magnus är en spindeldjursart som beskrevs av Chamberlin 1929. Mundochthonius magnus ingår i släktet Mundochthonius och familjen käkklokrypare. Inga underarter finns listade i Catalogue of Life.